# Десантные катера типа LCU-2000
LCU-2000 — десантный катер, используемый амфибийными силами ВМС США для транспортировки оборудования и войск морской пехоты с десантных кораблей на берег, каботажных перевозок военных грузов а также для выполнения гуманитарных операций. 
LCU-2000 на 2008 г. являются наиболее крупным десантным катером с дизельными двигателями.
Десантные катера LCU-2000 могут эксплуатироваться на десантных кораблях типов «Тарава» , «Уосп», «Уидби Айленд» и «Сан-Антонио» (по 1 катеру).
Катера LCU-2000 имеют носовую аппарель для погрузки/разгрузки грузов десанта. Размеры рампы — 22*16 футов. Катера могут перевозить за 1 рейс с десантного корабля на берег до 350 тонн груза, или 5 основных боевых танков M1 или до 10 БМП M2 «Бредли», или до 400 человек десанта или 30 стандартных 20-футовых контейнеров или 12 40-футовых контейнеров.